# Valerio Sestini
Valerio Sestini (Firenze, 1935 – Firenze, 18 ottobre 2013) è stato un architetto, alpinista ed esploratore italiano.
Ha compiuto più di venti missioni in Nepal fra il 1971 e il 2002, facendone uno dei massimi esperti di Himalaya e Tibet.

## Biografia

### Esordi
Valerio Sestini si laurea presso la facoltà di architettura dell'Università degli studi di Firenze nell'anno accademico 1964-1965 con Domenico Cardini, e per vari anni è allievo interno all'Istituto di Elementi di architettura e rilievo dei monumenti diretto da Italo Gamberini. Dopo la laurea vince una borsa di studio per una ricerca sulle costruzioni in acciaio e consegue un diploma sui ponti in acciaio; inizia in questa occasione la lunga collaborazione con Leonardo Lusanna. Dal 1971 al 1981 è professore incaricato per l'insegnamento di Tecnologia delle costruzioni e nel 1982 professore associato di Tecnologia dell'architettura.

### Esperienza in Nepal
Iscritto al Club alpino italiano dal 1954, frequentatore delle montagne da quando era bambino, nel 1971 si reca per la prima volta in Nepal con l'amico Enzo Somigli, Beppe Tenti e Reinhold Messner per un viaggio alpinistico e ne trae ispirazione per studiare le tipologie costruttive dei ponti himalayani. Ha così inizio per Sestini una lunga attività di ricerca in territorio nepalese, che lo vede impegnato su più fronti per il censimento, il salvataggio ed il recupero del patrimonio architettonico.

### Esploratore e scrittore
Nel 1975 esce il primo articolo di Sestini sul Nepal dal titolo Origine dei sistemi costruttivi dei ponti nelle regioni himalayane e loro evoluzione tipologica e strutturale. Sempre nel 1975 l'architetto è selezionato per partecipare - come componente del gruppo scientifico - alla spedizione scientifico-alpinistica italiana del Club Alpino Italiano al Lhotse (8.516 metri), guidata da Riccardo Cassin. Sestini e Somigli percorrono lunghe distanze, sovente ad un'altitudine attorno ai 5.000 metri, per documentare le caratteristiche architettoniche delle abitazioni degli sherpa (gruppo etnico di origine tibeto-birmana) nel distretto del Khumbu ed in particolare nei villaggi di Namche Bazar e Kumjung. Nello stesso anno i due tornano nella valle di Katmandu, dopo un primo sopralluogo nel 1971, per effettuare rilievi dettagliati delle fontane di Patan.
I risultati della spedizione al Lhotse vengono pubblicati nel volume Lhotse 75, che accoglie le relazioni di tutti i partecipanti alla missione, e costituiranno materiale espositivo per le mostre di Pescia (Cai) e di Parigi (Unesco). Nell'esposizione di Parigi, promossa dall'Unesco e dal governo del Nepal, le ricerche di Sestini e Somigli sull'architettura sherpa nella valle del Khumbu acquistano risonanza internazionale; in particolare, esse contribuiscono a richiamare l'attenzione della comunità scientifica sulla necessità di un intervento urgente per salvaguardare le valli della catena himalayana.
Nel 1978 Sestini pubblica, per conto dell'Unesco, il libro Sherpa Architecture e diventa consigliere ed esperto per il Ministero degli affari esteri alla XX conferenza generale dei Paesi membri dell'Unesco. È dello stesso anno una nuova missione in Nepal, nell'alta valle della Kali Gandaki e Muktinath, che lo vede impegnato ad approfondire le tecnologie costruttive impiegate nelle costruzioni himalayane site nell'area influenzata dal buddismo tibetano. L'argomento riceve finanziamenti dal Consiglio nazionale delle ricerche, che gli permetteranno di condurre ulteriori missioni in altre valli nepalesi (valli del Marsyandi Khola e dell'Helambu), nel 1980, 1981 e 1982, per il completamento delle ricerche sulle tecnologie costruttive.
Nel 1981 hanno inizio, con il Ministero degli affari esteri, specifici studi sul patrimonio architettonico nepalese (centro storico di Patan, valle di Katmandu, Jumla e Parco nazionale del Rara), che proseguiranno fino al 1999. Nel 1993 è consulente della missione congiunta Unesco-Icomos per la revisione dei confini dei World Heritage Site nella valle di Kathmandu e, finalmente, nel 2000 le ricerche condotte da Sestini si traducono in un "piano pilota" per la salvaguardia e la tutela dell'ambiente e dell'architettura lungo il fiume Bagmati nella valle di Kathmandu, finanziato dal Ministero degli affari esteri e condotto assieme a Caterina Bonapace (antropologa), Martino Nicoletti (etnologo), Vincenzo Bentivegna (economista), Enzo Somigli e Vincenzo Gabriele (architetti).
Muore a Firenze il 18 ottobre 2013 all’età di 78 anni per problemi al cuore.

## Opere
- Origine dei sistemi costruttivi dei ponti nelle regioni himalayane e loro evoluzione tipologica e strutturale, 1975.
- Lhotse 75.
- Sherpa Architecture, 1978.